# Bust a Move (single)
Bust a Move is een nummer van de Brits-Amerikaanse rapper Young MC. Het nummer werd geschreven door hemzelf, samen met Matt Dike en Michael Ross, die de productie voor hun rekening namen. In mei 1989 werd het uitgebracht als derde single van zijn debuutalbum Stone Cold Rhymin'.

## Achtergrond
Het nummer bevat diverse samples. Zo wordt het nummer Found a Child van Ballin' Jack gebruikt, komen de drums uit Radio-Activity van RoyalClash, een deel van de beats uit Scorpio van Dennis Coffey en The Detroit Guitar Band en uit Daytime Hustler van Bette Midler. Op Bust a Move zijn gastvocalen te horen van Crystal Blake en de basgitaar wordt gespeld door Flea, bassist van de Red Hot Chili Peppers.
Flea was naderhand niet tevreden met zijn samenwerking. "Ik heb daar een bittere smaak van in mijn mond, omdat ik het gevoel heb dat ik ben opgelicht. De baslijn die ik schreef werd uiteindelijk een belangrijke melodie van het nummer en ik vond dat ik schrijverscredits en geld voor het schrijven verdiende omdat het een nummer 1-hit werd. Ze verkochten miljoenen platen en ik kreeg 200 dollar. Naderhand zei mijn advocaat tegen hen: 'Je zou Flea wat geld moeten geven', maar de platenmaatschappij zei: 'We hebben hem precies verteld wat hij moest spelen.' Er was op dat moment zelfs niemand in de kamer behalve ik en de ingenieur! Het was belachelijk, maar ik heb ervan geleerd."

## Hitnoteringen en prijzen
Bust a Move bereikte de eerste plek van de hitlijst in Australië. In de Billboard Hot 100 kwam het tot de zevende plek. In de Nederlandse Top 40 stond het acht weken met een veertiende plaats als hoogste notering.
Tijdens de Grammy Awards van 1990 werd het nummer genomineerd voor Best Rap Performance. Deze prijs haalde Young MC ook binnen.

### Nederlandse Top 40
| Hitnotering: 04-11-1989 t/m 23-12-1989 | Hitnotering: 04-11-1989 t/m 23-12-1989 | Hitnotering: 04-11-1989 t/m 23-12-1989 | Hitnotering: 04-11-1989 t/m 23-12-1989 | Hitnotering: 04-11-1989 t/m 23-12-1989 | Hitnotering: 04-11-1989 t/m 23-12-1989 | Hitnotering: 04-11-1989 t/m 23-12-1989 | Hitnotering: 04-11-1989 t/m 23-12-1989 | Hitnotering: 04-11-1989 t/m 23-12-1989 | Hitnotering: 04-11-1989 t/m 23-12-1989 |
| Week:                                  | 1                                      | 2                                      | 3                                      | 4                                      | 5                                      | 6                                      | 7                                      | 8                                      |                                        |
| -------------------------------------- | -------------------------------------- | -------------------------------------- | -------------------------------------- | -------------------------------------- | -------------------------------------- | -------------------------------------- | -------------------------------------- | -------------------------------------- | -------------------------------------- |
| Positie:                               | 32                                     | 23                                     | 17                                     | 14                                     | 14                                     | 17                                     | 28                                     | 39                                     | uit                                    |